# Ileana Bratu
Ileana-Maria Bratu (n. 4 septembrie 1939 – d. 7 septembrie 1982, București, România) a fost o artistă și eseistă română, născută la Seliște, Alba-Iulia. Cunoscută atât ca graficiană, cât și ca sculptoriță.

## Biografie
A absolvit Institutul de artă plastică Nicolae Grigorescu în 1962. A debutat în 1960 la expoziția studenților din București. A avut expoziții personale de desen la București în 1966, în 1972 la Cluj, iar în 1968 a avut expoziții de sculptură modernă și desene la Paris și Barcelona.
Artist vizual prolific, cercetător în domeniul ciberneticii, eseist, cronicar de artă. A scris o teză de doctorat despre opera lui Antoni Gaudí. La recomandarea reputatului istoric de artă Jean Cassou, a obținut o bursă de studii la Paris, 1967-1970.
A revenit în țară în 1971, la București. Nu  avut un traseu artistic prea fast, suportând diverse marginalizări, tachinări și presiuni psihologice. În acest răstimp a încercat să aibă un destin creator în pofida tuturor vicisitudinilor sociale. Constantin Mitea, redactorul-șef al Contemporanului, este cel care o susține și o publică. A locuit o vreme la Mogoșoaia. Între 1979-1980 a fost la 'L'Ecole des Hautes Etudes en Sciences Sociales'. După ce a primit un atelier în strada Elie Radu, se sinucide prin defenestrare . Ce anume a provocat moartea acesteia rămâne un mister. S-a păstrat într-un manuscris dactilografiat un volum de memorii, redactat în limba franceză, pe care autoarea îl dorea publicat la editura Gallimard. Numărul total de pagini este de 1700. Despre existența acestui material a relatat, în 2007, criticul Adrian Popescu.
A ținut rubrica de cronică plastică la revista Amfiteatru. Cronici sporadice în revista Arta. A mai publicat articole în România literară și Contemporanul.
A făcut ilustrații la volumul semnat de Nina Cassian, Prințul Miorlau, editura Tineretului, 1965. Ediția                                                                                                                                                                                                         princeps a acestui volum pentru copii, apărut în 1957, a fost ilustrat de graficiana Ligia Macovei.                                                                                                                                                                                                                                                                                                                                                               

## Lucrări
- Dan Hatmanu. Bucureşti: Meridiane. 1967.
- Decizia creatoare a comunicării informaționale. Bucureşti: Ştiinţifică. 1972.
- Răsturnare în spațiu. Bucureşti: Cartea Românească. 1975.
- Dincolo de lucruri: însemnări (Cu şapte desene originale ale autoarei). Bucureşti: Albatros. 1981.

## Premii și distincții
La Paris, în 1969 a primit premiul de sculptură al ORTF.